# Stephen Chebogut

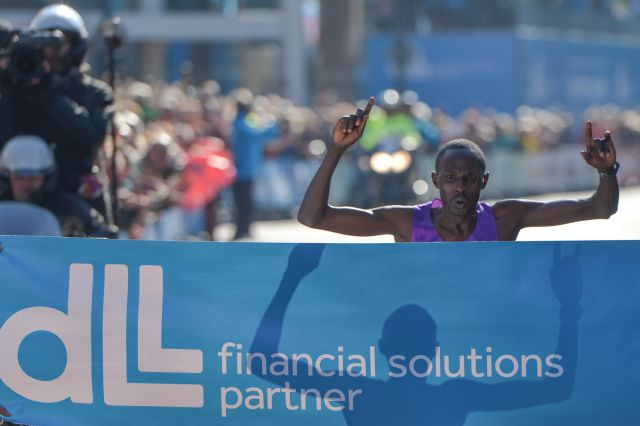
Stephen Chebogut

Stephen Chebogut (* 1984) ist ein kenianischer Marathonläufer.
2010 siegte er beim Kilimandscharo-Marathon und beim Reims-Marathon. 
Mit einer persönlichen Bestzeit von 2:08:02 h wurde er Sechster beim Paris-Marathon 2011.
Im folgenden Jahr gewann er den Istanbul-Marathon nach 2:11:05 h.
Im Frühjahr 2015 lief er zunächst als Dritter beim Hamburg-Marathon durchs Ziel und unterbot dabei seine persönliche Bestzeit um eine Sekunde auf 2:08:01 h. Im Herbst, am 11. Oktober, siegte er dann erneut in persönlicher Bestzeit von 2:05:52 h beim Eindhoven-Marathon.

## Persönliche Bestzeiten
- Halbmarathon: 1:00:19 h, 5. September 2015, Lille
- Marathon: 2:05:52h, 11. Oktober 2015, Eindhoven